# Mirna Reynolds
Mirna Reynolds, slovenska pevka zabavne glasbe in tekstopiska, * 31. maj 1984.
Med letoma 1996 in 2005 je bila članica skupine Foxy Teens.

### Zgodnja leta
Pela je v šolskem pevskem zboru, začela igrati klavir v glasbeni šoli, obiskovala plesno šolo in postala članica otroškega pevskega zbora RTV Slovenija. Njen idol je bila Hajdi.

### Solo kariera
Njena prva solo pesem je bila "Zdravnik". Leta 2006 je postala tekstopiska za druge izvajalce (Nuša Derenda, Domen Kumer, Turbo angels, Peter Januš, Tangels). Bila je tudi spremljevalni vokal. Iz Ljubljane se je preselila v Maribor, kjer je nekaj časa delala tudi kot voditeljica jutranjega programa z Robertom Roškarjem na radiu Net FM. Jeseni 2007 se je vrnila v Ljubljano. Oktobra 2009 je izdala pesem "Punčka iz porcelana", ki jo je navdihnil odnos med njenima staršema.

## Festivali

### EMA
- 2008: Lepi fantje

### Melodije morja in sonca
- 2006: Muca
- 2007: Motor

## Diskografija

### Pesmi
- Zdravnik (2005) − za pesem je posnela videospot
- Muca (2006) − za pesem je posnela videospot
- Motor (2007)
- Dvigni me (2007)
- Grenka kri (2007) − za pesem je posnela videospot
- Kavboj (2008) − za pesem je posnela videospot
- Gospod predsednik (2008)
- Punčka iz porcelana (2009)
- Prekleto sama živim (2010)
- Nate dajem križ (2010)
- Ti boš pa moja (2013) − s Colo Harmonikašem
- Makova polja (2018)